# استان خودگردان ماری
استان خودگردان ماری (به لاتین: Mari Autonomous Oblast) یکی از استان‌خای خودگردان در اتحاد جماهیر شوروی است. این استان در ۴ نوامبر ۱۹۲۰ میلادی به عنوان یکی از استان‌های جمهوری سوسیالیستی فدراتیو شوروی روسیه ایجاد شد. در سال ۱۹۳۶ دوباره به عنوان جمهوری سوسیالیستی شوروی خودمختار ماری تأسیس شد که در سال ۱۹۹۰ منحل شد و سپس به جمهوری ماری ال در فدراسیون روسیه تبدیل شد.
بیش‌تر جمعیت این استان عمدتاً از مردم ماری بودند. رویدادهای تاریخی آن شامل قحطی روسیه در سال‌های ۱۹۲۱–۱۹۲۲ و آتش‌سوزی‌های جنگلی ماری ۱۹۲۱ است.